# 甘粕事件

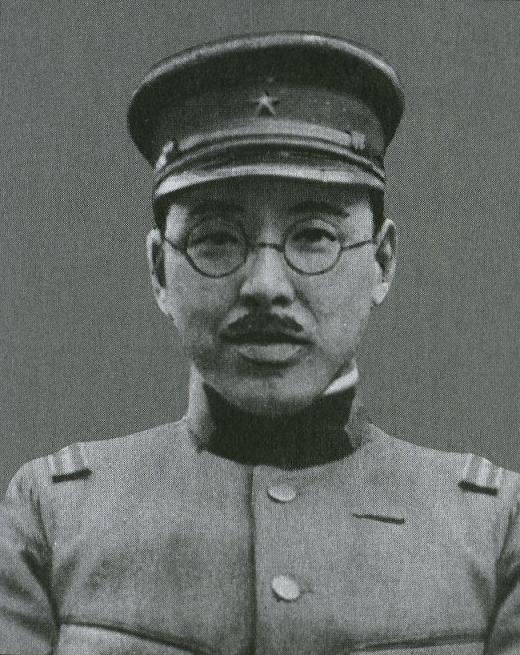
甘粕事件中主角之一甘粕正彦大尉。

甘粕事件，又稱大杉事件，發生在1923年9月16日，日本關東大地震半個月後。
由於擔心無政府主義者會推翻政府，憲兵大尉甘粕正彦在東京逮捕了無政府主義者大杉榮、他妻子伊藤野枝和他6歲外甥橘宗一並絞殺，將之棄屍古井中。
此事引起軒然大波，甘粕遭處10年懲役，後恩赦減刑至2年10個月。
此事後來定性為戒嚴令下的不法彈壓。
吉田喜重於1969年以此事件為題材拍攝了電影《情慾與虐殺》。